# Bomzet
De bomzet is een standaardcombinatie die bij het dammen, en dan vooral in een z.g. klassieke partij, een belangrijke rol speelt. Vroeger werd de bomzet ook wel Kikkezet genoemd, naar de Nederlandse dammer D. Kikke.
De bomzet is genoemd naar oud-Nederlands kampioen Jan Bom noch naar diens broer Arie Bom, maar naar het exploderende effect van een schijf midden in de vijandelijke stelling. Vandaar dat de bomzet met een kleine letter wordt geschreven.
De bomzet maakt onder geoefende dammers niet meer zoveel slachtoffers maar in klassieke standen moet men er steeds op bedacht zijn en soms positionele aderlatingen doen om de combinatie te vermijden.
Het diagram toont het simpele principe van de bomzet. Wit wint een schijf door 27-21 (16x27) 32x12 (23x41) 12x23 (19x28) 36x47 en schijf 28 gaat verloren.